# Дистанционный столб

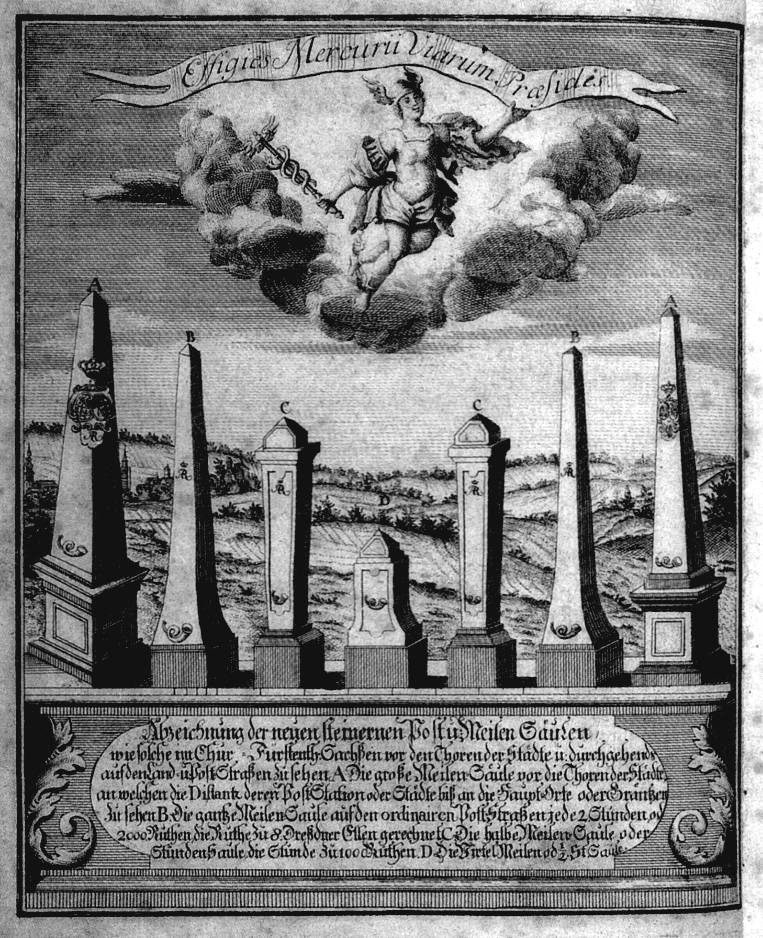
Виды почтовых столбов в курфюршестве Саксония (XVIII век).

Дистанционный столб, или почтовый столб — дорожный знак, показывающий расстояния до почтовых населённых пунктов в единицах измерения расстояния (почтовых милях) или в единицах измерения времени (часах) и предназначенный для расчёта времени, требующегося для проезда и доставки почтовых отправлений.

## История

### Древний Рим
Давними предшественниками почтовых столбов были миллиарии, расставленные на всех римских дорогах. Они представляли собой каменные столбы, на которых были нанесены расстояния в милях.

### Германия
Первые современные дистанционные столбы были установлены в Саксонии (ныне Германия) в 1695 году. С 1721 года там под руководством Адама Фридриха Цюрнера проводились землемерные работы и возводились столбы из камня. По почтовым трактам были сооружены ¼-мильные, ½-мильные, 1-мильные столбы и дистанционные столбы в форме обелисков. Первой дорогой, на которой были установлены такие дорожные знаки, стал почтовый тракт Дрезден — Лейпциг.

Почтовый верстовой столб на логотипе музея «Дом станционного смотрителя» (Выра, Гатчинский район, Ленинградская обл.)

Впоследствии почтовые столбы появились в Майнце, Ганновере, Пруссии и других немецких государствах. Установка таких столбов была вызвана необходимостью расчёта времени доставки почты и размера почтовых сборов, который зависел от расстояния, на которое доставлялось почтовое отправление.
После перехода на метрическую систему мер и сооружения километровых столбов в 1870 году многие дистанционные столбы были уничтожены. Уцелевшие до наших дней на территории Германии столбы охраняются государством как исторические памятники.

### Россия
Решение о размещении верстовых столбов на дорогах (подорожные столбы), в конце 60-х годов XVII столетия, принял Русский царь Алексей Михайлович. И первая на Руси (в России) столбовая дорога соединила Москву и резиденцию (царский дворец) государя в селе Коломенское. Работники расстарались для своего господаря, сделали эти столбы высокими и покрасили их наискось, в белую и чёрную полоску. По некоторым легендам, они были около четырёх метров высотой, от земли, для того чтобы их было видно издалека, чтобы их не закрывали придорожная трава и кустарник, отсюда и пошло словосочетание Коломенская верста. В другом источнике указано что верстовые знаки, или столбы, начали ставить, сколько известно, при царе Феодоре Алексиевиче.
В Российской империи почтовые дороги, получившие с XVIII века название почтовых трактов, подлежали измерению в верстах, для чего на них ставились верстовые столбы. Согласно Толковому словарю живого великорусского языка Владимира Даля, дорога «большая, почтовая, с верстовыми столбами» называлась в России «столбовой». Это устаревшее значение в современном языке сменилось на образное «основное, главное направление работы, движения».
В современной России также устанавливают стилизованные верстовые столбы, отмечая памятные даты, — в качестве памятника. Например, в 2018 году в Новинском Московской области установлен верстовой столб в честь 390-летия поселения.

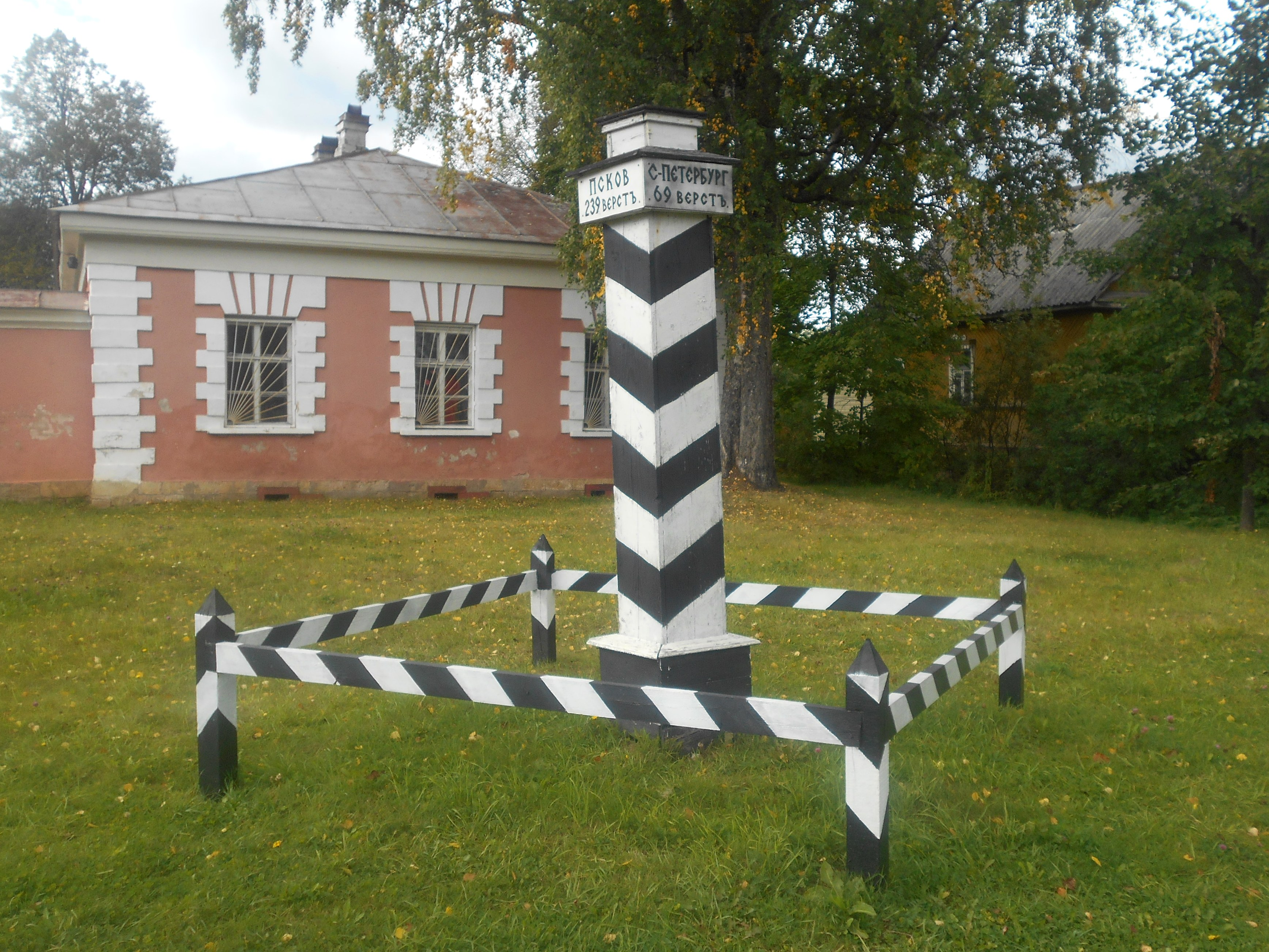
Верстовой столб перед музеем «Дом станционного смотрителя» (Выра, Гатчинский район, Ленинградская обл.).
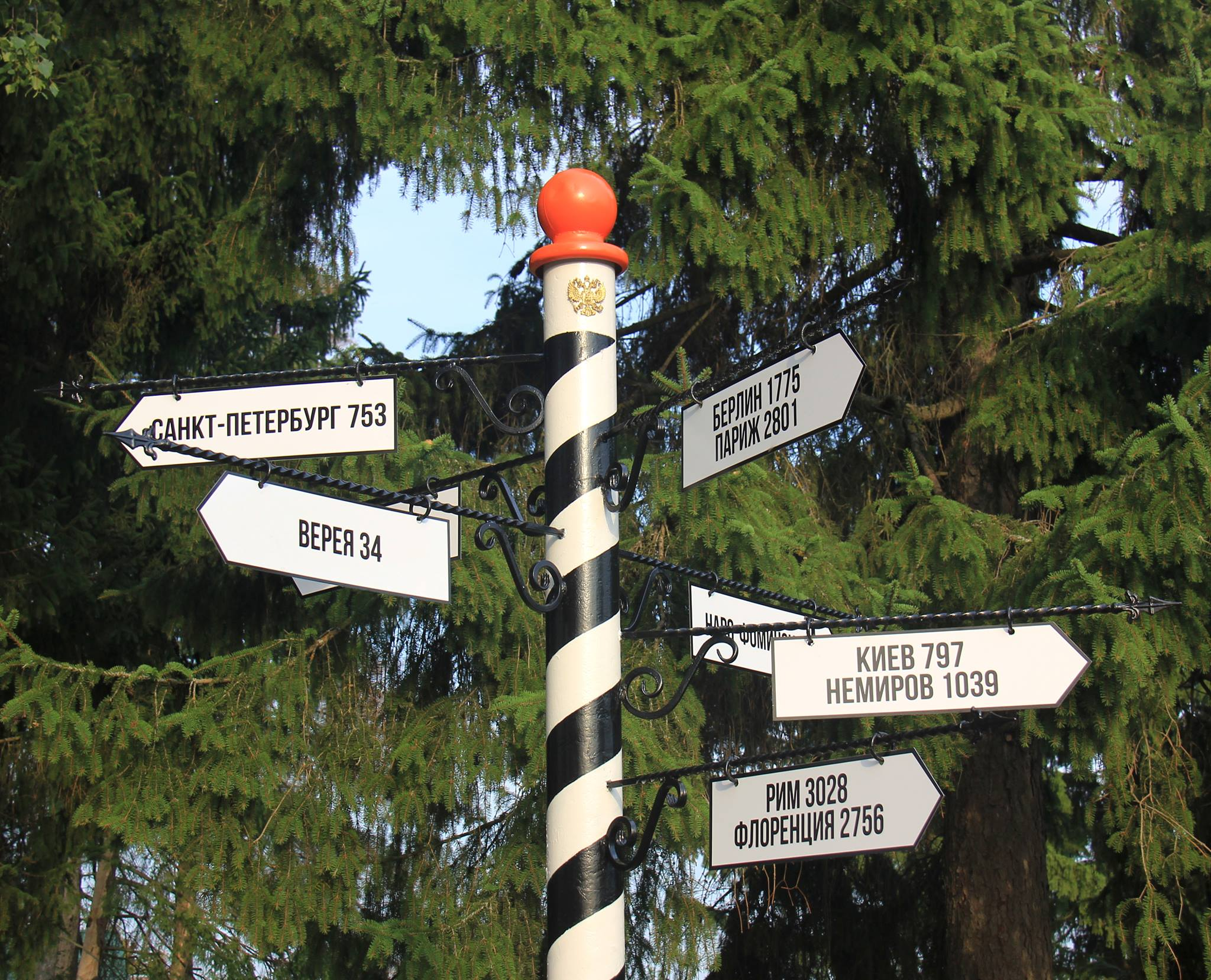
Верстовой столб в деревне Новинское, Наро-Фоминский район, Московская область.